# Дедовск
Де́довск — город в городском округе Истра Московской области России. Население — 30 373 чел. (2024).
Городской праздник — День города Дедовска — традиционно отмечается 10 сентября.

## География
Находится в 38 км к северо-западу от Москвы (от нулевого километра), в 21 км от МКАД, в 20 км от районного центра — Истры, на Волоколамском шоссе. На территории города находятся три остановки Рижского направления Московской железной дороги: платформа Малиновка, станция Дедовск и платформа Миитовская.

### Климат
Преобладает умеренно континентальный климат. Лето тёплое и короткое. Зима холодная и продолжительная. Среднегодовое количество осадков — 713 мм.

## История
Впервые упоминается в 1573 г. в писцовой книге как «пустошь, что была деревня Дедово». Название от русского некалендарного имени Дед. По словам члена Общественной палаты городского округа Истра Константина Косенкова (2018), «Он [город] изрезан оврагами, а „дедами“ на Руси называли туманы над рекой». На плане Генерального межевания 1784 г. отмечено село Дедово.
В 1911—1913 гг. около села строится прядильно-ткацкая фабрика и возникает посёлок Дедовский, поглотивший со временем и село Дедово. Фабрика была построена на капиталы Русско-французского анонимного акционерного общества и считалась наиболее современной в Подмосковье — автоматические ткацкие станки, электрический привод, собственная электростанция. В 1940-х гг. преобразована в кордную фабрику.
С 21 мая 1925 г. преобразован в рабочий посёлок. В материалах переписи населения 1926 г. отмечена Дедовская мануфактура (Гучкова), расположенная у ж.-д. станции Гучково (открыта в 1906 г., до 1965 г. называлась Гучково по фамилии владельца Дедовской мануфактуры). В 1931 г. в состав посёлка вошло и село Дедово.
В 1940 г. рабочий посёлок Дедовский преобразован в город Дедовск.
Название происходит от сельца Дедово (Дедково), находившегося в восточной части нынешней улицы Набережная Речфлота. В 1913 году в Дедове была построена прядильно-ткацкая фабрика (ныне ПО технических тканей) с рабочим посёлком (Дедовский) при ней. Фабрика считалась передовой в регионе по технологиям, село активно развивалось: строились дома, школа, ясли.

1924 г. Дедовская бумагопрядильная и ткацкая фабрика

За несколько лет до преобразования в город посёлок Дедовск включал в себя следующие населенные пункты: посёлок рабочих кирпичного завода Аксеновка (район нынешней ул. 1-й Волоколамской), посёлки РЖСКТ (рабочего жилищно-строительного кооперативного товарищества), Виленино (вероятно, от «В. И. Ленин», либо от немецкого «Villen» — загородный дом, дача), Красный Уголок, Кавказ, Пролетарский, Обручаевка, Дедово, хутор Рождествено, станцию Гучково. 7 октября 1940 года этот конгломерат был преобразован в город Дедовск, который долгое время называли Гучково (по одноимённой станции, переименованной в Дедовск лишь в 1965 году).

## Население
| 1926    | 1931    | 1939    | 1959    | 1967    | 1970    | 1979    | 1989    | 1992    |
| ------- | ------- | ------- | ------- | ------- | ------- | ------- | ------- | ------- |
| 2500    | ↗7300   | ↗13 529 | ↗19 549 | ↗24 000 | ↗25 251 | ↗29 641 | ↗30 740 | ↘30 700 |
| 1996    | 1998    | 2001    | 2002    | 2003    | 2005    | 2006    | 2007    | 2009    |
| ↘29 600 | ↘28 700 | →28 700 | ↘27 662 | ↗27 700 | ↘27 600 | ↗28 900 | ↘27 800 | ↗27 862 |
| 2010    | 2011    | 2012    | 2013    | 2014    | 2015    | 2016    | 2017    | 2018    |
| ↗29 108 | ↘29 100 | ↗29 345 | ↗29 426 | ↗29 534 | ↘29 480 | ↘29 436 | ↗29 558 | ↗29 738 |
| 2019    | 2020    | 2021    | 2023    | 2024    |         |         |         |         |
| ↗30 061 | ↗30 500 | ↗30 731 | ↘30 652 | ↘30 373 |         |         |         |         |

На 1 января 2025 года по численности населения город находился на 491-м месте из 1124 городов Российской Федерации.

## Экономика
В городе расположены следующие промышленные предприятия: Дедовское производственное объединение технических тканей — ДПОТТ (главное предприятие города, в настоящее время территория фабрики сдаётся под склады и не относящиеся к прямой сфере деятельности производства — косметика, минеральная вода), обувная фабрика «ДеФО», завод керамических изделий ОАО «Сокол» (производство плитки), ремонтно-механический завод. Действуют один из старейших в области хлебозаводов («Дедовский хлеб»), швейно-печатное производство «Росспорт» (изготовление спортивной формы, корпоративной одежды и нанесение персонализирующей информации). Здесь находится НПО «Вымпел» — ведущий отечественный разработчик и производитель интеллектуальных и измерительных комплексов и систем автоматизации для газовой отрасли.

## Культура
С 1956 года в Дедовске работает «Дом культуры» (с 2010 года — МУ культуры «Дедовский культурно-досуговый комплекс»). В Центре искусств им. Александра Васильевича Прядко, расположенном в бывшем ДК ОКБ института «Гидропроект» существует выставка картин.

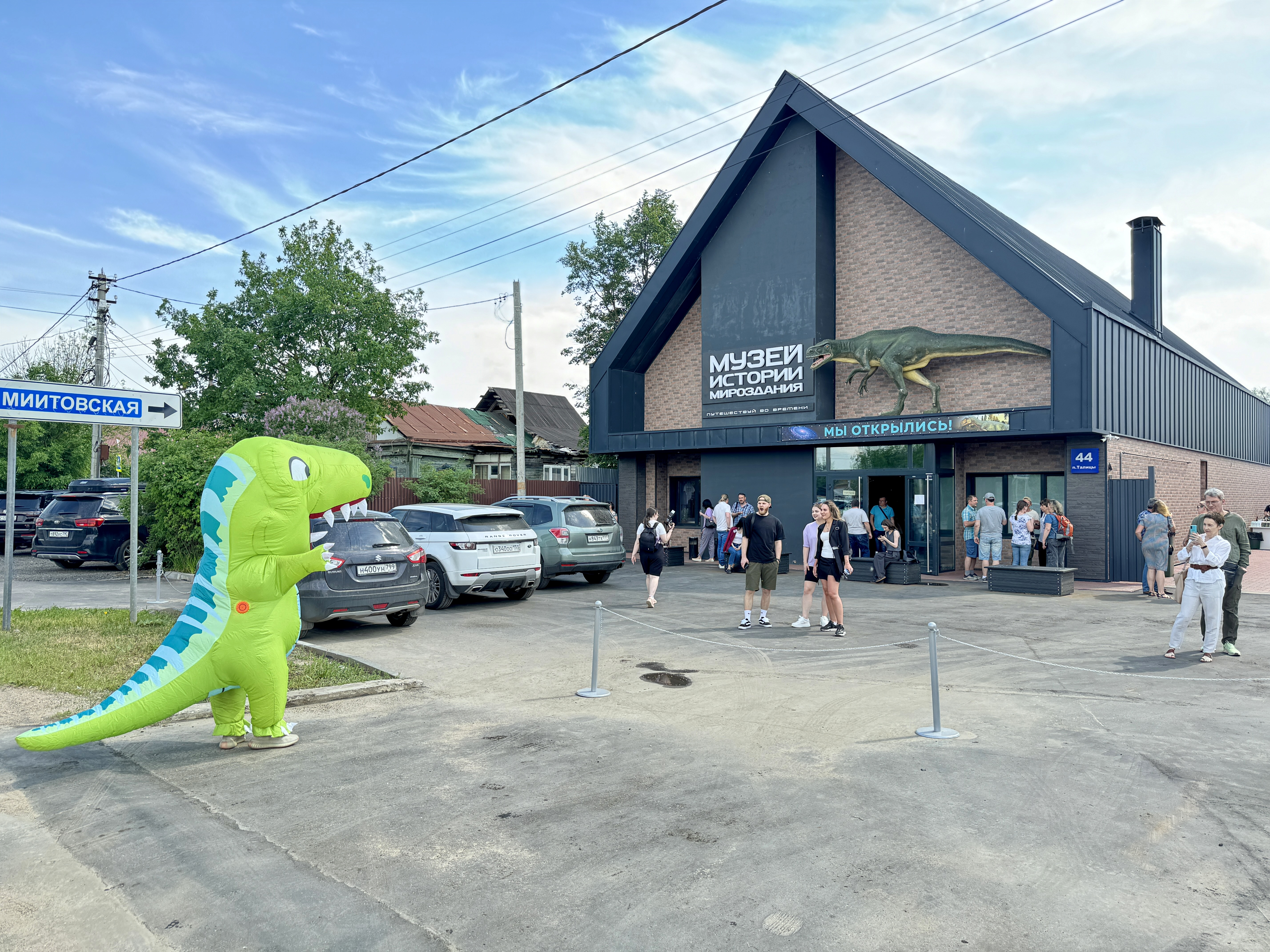
Музей истории мироздания

Действует детская художественная школа, английский интерактивный детский клуб «English colours».
С 2011 года, в начале мая, на летней сцене за городским Домом культуры проводится ежегодный джазовый фестиваль «Настроение».
С 2024 года в городе находится частный «Музей истории мироздания», чьи экспонаты рассказывают о Вселенной, Земле и эволюции живого мира. В современной интерактивной экспозиции представлены большие коллекции метеоритов, минералов и горных пород, и окаменелостей.

## Транспорт
Автобусы
Через город проходит Волоколамское шоссе, по которому проходят междугородние автобусы как из Дедовска, так и из других городов.
В самом городе также существует несколько маршрутов:
- ст. Дедовск—Гидропроект
- ст. Дедовск—Школа № 4

ЖД Транспорт
В городе находится три платформы Рижского направления МЖД: пл. Малиновка, ст. Дедовск, пл. Миитовская. Станция Дедовск для некоторых поездов из Москвы является конечной. Раньше в городе работал железнодорожный переезд, соединявший северную и южную части города, а в августе 2020 года в городе открыли путепровод через пути, после чего переезд закрыли.
По просьбам жителей на месте старого переезда было начато строительство тёплого пешеходного перехода.

## Образование
- Дедовская средняя общеобразовательная школа № 1;
- Дедовский лицей № 2;
- Средняя общеобразовательная школа № 3;
- Дедовская средняя общеобразовательная школа № 4;
- Гуманитарная школа.

## Общественная жизнь
В конце 2015 года жители подмосковного Дедовска обратились к главе Истринского района Московской области Андрею Дунаеву с просьбой о переименовании местной улицы Войкова в Георгиевскую. Чиновник ознакомился с обращением и доводы жителей поддержал. Совет депутатов Дедовска также поддержал жителей города и одобрил переименование «в целях гражданско-патриотического и духовно-нравственного воспитания подрастающего поколения».
В феврале 2016 года в городе появилась первая табличка с новым названием улицы Войкова, которая стала именоваться в честь не революционера, а Георгия Победоносца. Указатель был повешен на здании одноимённого храма, прихожане которого праздновали победу.
Переименованию обрадовались не все, но не из любви к Петру Войкову, а из-за появления бюрократических неудобств. Жители переименованной улицы оказались недовольны и начали борьбу за отмену переименования. Их поддержала и местная фракция КПРФ.
В августе 2016 года на встрече сторонников и противников переименования с главой Истринского района Дунаевым было проведено открытое голосование среди присутствующих, которое установило перевес в 25 голосов в пользу привычного советского названия (136 голосов) над новым (111 голосов). Обратное переименование Георгиевской улицы в улицу Войкова должен утвердить городской Совет депутатов. Принятое решение, однако, содержит в себе некоторый «компромисс»: «храм Георгия Победоносца и прилегающая к нему территория может сохранить название Георгиевская площадь».

## Религия
Русская православная церковь

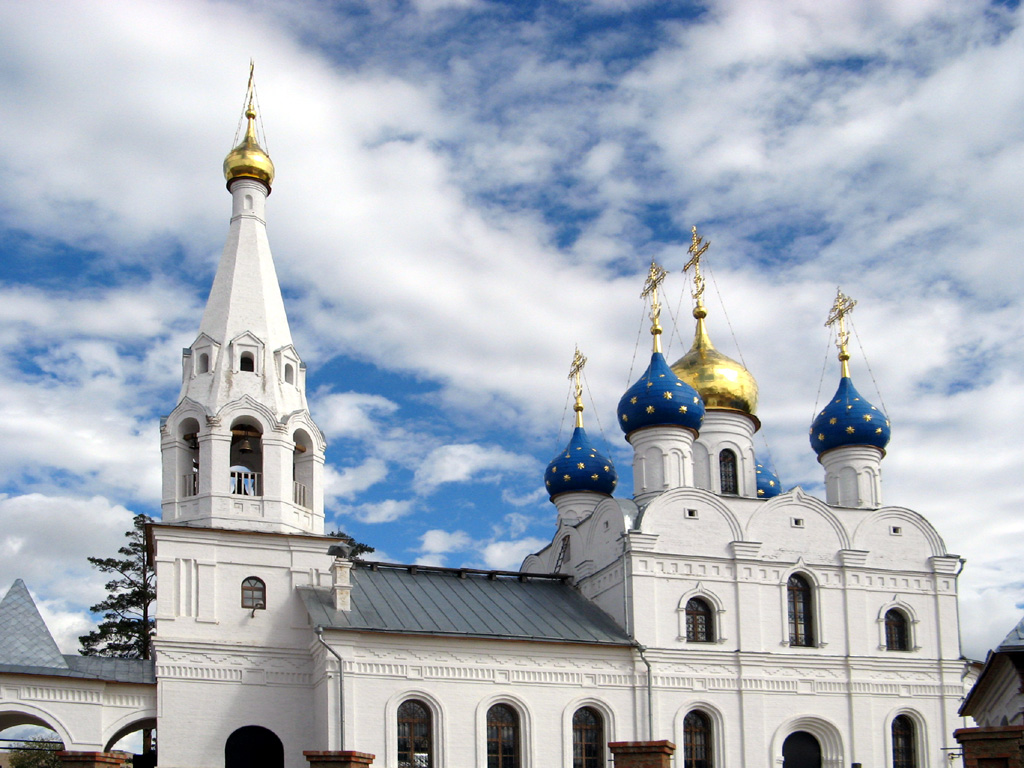
Церковь Георгия Победоносца

- Вблизи Дедовска, в семи км к юго-западу, в селе Аносино — ансамбль Борисоглебского монастыря, основанного в 1823 году постригшейся в монахини княгиней Авдотьей Мещерской. С 1919 года на территории бывшего монастыря действовал один из отделов Московского областного краеведческого музея. В 1992 году оставшиеся от монастыря строения и прилегающая земля переданы Московскому патриархату. Силами монахинь и рабочих восстановлен Троицкий собор[42].
- С 2000 по 2005 год в Дедовске строилась церковь Георгия Победоносца.

Протестантизм
С 1948 года в Дедовске существует церковь евангельских христиан-баптистов.

## Спорт
- Клуб кикбоксинга «Профи-Спорт»[44].
- Стадион «Гучково».

## Достопримечательности
В пяти км к северу, в селе Дедово-Талызино располагалась усадьба Коваленских, в которой проживал переводчик и публицист М. С. Соловьёв, часто гостил его брат философ В. С. Соловьёв, в молодые годы подолгу жил писатель и поэт Андрей Белый, заезжали А. А. Блок, В. Я. Брюсов, К. Д. Бальмонт. Сейчас от усадьбы сохранился лишь заросший пруд и остатки сада.

## Интересные факты
Примерно в XVII веке князь Вадбольский, тогдашний владелец деревни Аксеновка (позже вошедшей в состав города), поехал в Волоколамск играть в карты и привез домой выигрыш — две семьи крепостных крестьян, Стариковых и Никитиных. Потомки Стариковых до сих пор живут на улице 1-я Пролетарская и на Виленинском поселке, а эти две фамилии носят несколько десятков семей в городе.
О некоторых событиях, происходивших в городе 2-8 декабря 1941 года в дни Битвы за Москву, рассказывается в документальной повести «День командира дивизии», написанной непосредственным очевидцем тех событий бывшим военным корреспондентом журнала «Знамя» Александром Беком. В 1983 году повесть была экранизирована на киностудии им. Горького режиссёром Игорем Николаевым под тем же названием: «День командира дивизии».